# Гиссарский округ
Гиссарский округ — единица административного деления Таджикской АССР и Таджикской ССР, существовавшая в 1929—1930 годах. Административный центр — Сталинабад.
Гиссарский округ был образован в 1929 году путём переименования Гиссарского вилайета. Делился на 5 тюменей (районов):
- Локай-Таджикский район
- Оби-Гармский район
- Сталинабадский район
- Шахринауский район
- Янги-Базарский район[1].

Согласно постановлению ЦИК и СНК Таджикской ССР от 30 июля 1930 года Гиссарский округ был упразднён (к 1 октября 1930 года).